# Tianxingzhoubroen
Tianxingzhoubroen (kinesisk: 天興洲大橋) er to store broer, som krydser floden Chang Jiang i provinsen Wuhan i Kina.
30°40′N 114°25′Ø / 30.66°N 114.41°Ø